# Placidochromis polli
Placidochromis polli е вид лъчеперка от семейство Цихлиди (Cichlidae).

## Разпространение и местообитание
Видът е ендемичен за южните части на езерото Малави. Предпочита райони с кални или пясъчни субстрати на дълбочини над 75 метра.

## Описание
Този вид може да достигне дължина от 14,9 см.